# Казальпустерленго
Казальпустерленго, Казальпустерленґо (італ. Casalpusterlengo) — муніципалітет в Італії, у регіоні Ломбардія, провінція Лоді.
Казальпустерленго розташоване на відстані близько 440 км на північний захід від Рима, 50 км на південний схід від Мілана, 19 км на південний схід від Лоді.
Населення — 15 266 осіб (2014).

## Демографія
Населення за роками:

Станом на 1 січня 2023 року в муніципалітеті офіційно проживали 2742 іноземці з 65 країн, серед них 315 громадян країн Євросоюзу та 13 громадян України.

## Уродженці
- Бруно Аркарі (*1915 — †2004) — італійський футболіст, нападник, згодом — футбольний тренер.
- П'єтро Аркарі (*1909 — †1988) — італійський футболіст, нападник.

## Сусідні муніципалітети
- Брембіо
- Кодоньо
- Оспедалетто-Лодіджано
- Секуньяго
- Сомалья
- Терранова-дей-Пассерині
- Турано-Лодіджано